# Lijst van burgemeesters van Princenhage
Dit is een lijst van burgemeesters van de voormalige Nederlandse gemeente Princenhage tot die gemeente in 1942 ophield te bestaan waarbij een deel opging in de gemeente Breda terwijl de rest de nieuwe gemeente Beek (in 1951 hernoemd tot Prinsenbeek) werd dat in 1997 alsnog opging in Breda.
| Ambtsperiode | Naam burgemeester                                      | Partij of stroming | Bijzonderheden                                                           |
| ------------ | ------------------------------------------------------ | ------------------ | ------------------------------------------------------------------------ |
| 1838 - 1843  | Gerardus Cornelis Luijsterburgh                        |                    | Voor die tijd was hij (sedert 1815) 'Schout' van Princenhage             |
| 1843 - 1863  | Willem Andries van Gils (1803-1892)                    |                    |                                                                          |
| 1863 - 1882  | A. Wermenbol                                           |                    |                                                                          |
| 1882 - 1904  | Antonius Schrauwen                                     |                    |                                                                          |
| 1904 - 1917  | jhr. Franciscus Carolus Victor Dommer van Poldersveldt |                    | eerder burgemeester van Noordwijkerhout, later burgemeester van Ubbergen |
| 1917 - 1935  | Johannes Henricus Martinus Vermeulen                   |                    | eerder burgemeester van Houthem en Valkenburg (L)                        |
| 1935 - 1942  | Gerard Marie Sutorius                                  | RKSP               | eerder burgemeester van Didam, Belfeld, Monster en Teteringen            |